# Bois-Normand-près-Lyre
Bois-Normand-près-Lyre és un municipi francès situat al departament de l'Eure i a la regió de Normandia. L'any 2007 tenia 345 habitants.

## Demografia

### Població
El 2007 la població de fet de Bois-Normand-près-Lyre era de 345 persones. Hi havia 144 famílies, de les quals 40 eren unipersonals (8 homes vivint sols i 32 dones vivint soles), 60 parelles sense fills, 40 parelles amb fills i 4 famílies monoparentals amb fills.
La població ha evolucionat segons el següent gràfic:
Habitants censats

### Habitatges
El 2007 hi havia 218 habitatges, 149 eren l'habitatge principal de la família, 64 eren segones residències i 5 estaven desocupats. Tots els 213 habitatges eren cases. Dels 149 habitatges principals, 133 estaven ocupats pels seus propietaris, 11 estaven llogats i ocupats pels llogaters i 5 estaven cedits a títol gratuït; 3 tenien una cambra, 8 en tenien dues, 22 en tenien tres, 42 en tenien quatre i 74 en tenien cinc o més. 136 habitatges disposaven pel capbaix d'una plaça de pàrquing. A 89 habitatges hi havia un automòbil i a 45 n'hi havia dos o més.

### Piràmide de població
La piràmide de població per edats i sexe el 2009 era:
| Homes | Edats   | Dones |
| ----- | ------- | ----- |
| 0     | 95 o +  | 0     |
| 0     | 90 a 94 | 4     |
| 0     | 85 a 89 | 4     |
| 0     | 80 a 84 | 4     |
| 8     | 75 a 79 | 8     |
| 8     | 70 a 74 | 8     |
| 16    | 65 a 69 | 16    |
| 8     | 60 a 64 | 0     |
| 16    | 55 a 59 | 12    |
| 4     | 50 a 54 | 4     |
| 20    | 45 a 49 | 8     |
| 12    | 40 a 44 | 12    |
| 8     | 35 a 39 | 0     |
| 8     | 30 a 34 | 8     |
| 8     | 25 a 29 | 8     |
| 8     | 20 a 24 | 8     |
| 4     | 15 a 19 | 12    |
| 12    | 10 a 14 | 4     |
| 16    | 5 a 9   | 8     |
| 8     | 0 a 4   | 4     |

## Economia
El 2007 la població en edat de treballar era de 205 persones, 119 eren actives i 86 eren inactives. De les 119 persones actives 108 estaven ocupades (65 homes i 43 dones) i 11 estaven aturades (8 homes i 3 dones). De les 86 persones inactives 41 estaven jubilades, 13 estaven estudiant i 32 estaven classificades com a «altres inactius».

### Ingressos
El 2009 a Bois-Normand-près-Lyre hi havia 149 unitats fiscals que integraven 363 persones, la mediana anual d'ingressos fiscals per persona era de 16.130 €.

### Activitats econòmiques
Dels 11 establiments que hi havia el 2007, 2 eren d'empreses extractives, 4 d'empreses de construcció, 1 d'una empresa de comerç i reparació d'automòbils, 1 d'una empresa de transport i 3 d'empreses classificades com a «altres activitats de serveis».
Dels 5 establiments de servei als particulars que hi havia el 2009, 2 eren paletes, 1 fusteria, 1 lampisteria i 1 perruqueria.
L'únic establiment comercial que hi havia el 2009 era una botiga de roba.
L'any 2000 a Bois-Normand-près-Lyre hi havia 27 explotacions agrícoles que ocupaven un total de 720 hectàrees.

## Equipaments sanitaris i escolars
El 2009 hi havia una escola maternal integrada dins d'un grup escolar amb les comunes properes formant una escola dispersa.

## Poblacions més properes
El següent diagrama mostra les poblacions més properes.